# Cases de la plaça de l'Oli, 5-6 (Valls)
Les Cases de la plaça de l'Oli, 5-6 és una obra de Valls (Alt Camp) inclosa a l'Inventari del Patrimoni Arquitectònic de Catalunya.

## Descripció
En la plaça de l'Oli, hi ha dues cases entre mitgeres i juntes que tenen en la seva planta baixa una zona porticada que els dona certa prestància. Aquestes cases estàn sustentades per uns porxos magnífics, que tenen uns arcs rebaixats petris de gran radi, que en la peça clau hi ha una mena de mènsula.
Mirant frontalment, la situada a la dreta té en cadascuna de les tres plantes dues obertures: primer i segon pis, finestra i balcó, aquest sense volada en la segona planta. A la darrera planta hi ha dues finestres.
L'altre edifici, té un sol balcó a la primera planta, dues finestres molt petites en el segon pis i una central, amb arc de mig punt, en el tercer pis.